# アイルランドのスポーツ
アイルランドのスポーツでは、アイルランドにおけるスポーツ事情について記述する。

## 特徴
アイルランドにおけるスポーツは、アイルランド社会において重要な役割を果たしている。アイルランドにおいてプレーされ好まれる主なスポーツとしては、アソシエーションフットボール（サッカー）、ゲーリック・ゲームズ（ゲーリックフットボール、ハーリング、カモギーなど）、競馬、障害飛越競技、グレイハウンドレース、バスケットボール、フィッシング、ゲーリックハンドボール、モータースポーツ、ボクシング、テニス、ホッケー、ゴルフ、ボート競技、クリケット、ラグビーユニオンがある。
アソシエーションフットボール（サッカー）は最も人気のチームで行う趣味であり、男性の8.8%がプレーする（ゲーリックフットボールは3.4%）。エクササイズ（13.4%）およびランニング（8.9%）が最も人気のある男性向け個人活動である。伝統的に、チームスポーツはあまり女性向けとされず、学校を卒業した女性の多くが個人スポーツやフィットネスを選ぶ。2018年時点では女子競技の重点化及び追加予算投下が行われ、女子選手が国際スポーツ大会で数多くの成功を収めた。
アイルランド政府の2017年スポーツ資本プログラム基金に配分された6千2百万ユーロのうち、約2千5百万ユーロがゲーリック体育協会によって監督されるハーリング、フットボール、およびその他の競技に、7.7百万ユーロがアソシエーションフットボール（サッカー）、330万ユーロがラグビー、280万ユーロがテニス、240万ユーロがテニス、130万がセーリングとローイングへそれぞれ、100万ユーロがボクシングと体操へそれぞれ、50万ユーロが水泳へ、残りがその他のスポーツおよびスポーツグループへと回された。
2003年にゲーリックフットボールはアイルランド共和国で行なわれた催しの総スポーツ観客数の34%を占め、ハーリングが23%、 サッカーが16%、ラグビーが8%でそれに続いた。2005年のスポーツ視聴者数を計測したInitiativeのViewerTrackの研究によると、スポーツの最高峰の試合、全アイルランドシニアフットボール選手権2005決勝が最も視聴された試合であった。アソシエーションフットボール（サッカー）がアイルランドで最もプレーされるチームスポーツである。
ゲーリックフットボール、ハーリング、ゴルフ、エアロビクス、サイクリング、水泳、およびビリヤード/スヌーカーはアイルランド共和国でのプレー人口が最も高い水準にあるスポーツ活動である。北アイルランドは連合王国（イギリス）の構成ネイションであるため、コモンウェルスゲームズに北アイルランド代表団を派遣する。オリンピックでは、北アイルランド出身の人物はアイルランドあるいはグレートブリテンのいずれかを代表することを選ぶことができる。

## ゲーリックゲームズ

### ゲーリックフットボール

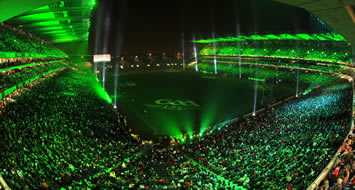
ダブリンにあるクローク・パークはゲーリック体育協会の本部である。

アソシエーションフットボールとの混同が生じる可能性がある場合は「ゲーリックフットボール」または「ゲーリック」と呼称されるが、ない場合は「フットボール」と呼ばれることもある。ケイドとしてアイルランドに数世紀にわたって存在してきたものの、ゲーリックフットボールは正式には19世紀末にゲーリック体育協会（GAA）によって組織立った競技規則体系へと整理された。アイルランドで最も人気のあるスポーツである。
未成年、マイナー（18歳以下）、21歳以下、そして成人レベルでプレーされる。全ての選手はアマチュアであるが、高いレベルにある選手はスポンサーシップあるいは助成金といった収入源を持つ。ゲーリックフットボール選手は地域クラブ（行政区チーム）でプレーし、県対抗選抜チームに選ばれる。県の選手は地方間で争われるGAAインタープロヴィンシャル・チャンピオンシップあるいはオーストラリアと対戦する「インターナショナル・ルールズ」代表でプレーするために選ばれる可能性がある。主な国内大会は県対抗の全アイルランドシニアフットボール選手権とナショナル・フットボール・リーグ（NFL）である。
ゲーリックフットボールの一年はプレシーズン大会とNFLで始まる。初夏にチャンピオンシップが開始する。4つの各地方は自身の大会を有しており、勝ち残り式トーナメントで行われる。地方優勝チームには全アイルランドシニア選手権の準々決勝への出場権が与えられる。敗退したチームは準々決勝への出場権を賭けて、予選に回る。全アイルランドシニアフットボール選手権決勝は伝統的に9月の第3日曜日に開催される。ケリーGAAが最も成功したチームであり、全アイルランドシニアのタイトルを37回手にしている。ゲーリックフットボールには数多くのライバル関係が存在する — 一例がダブリンとミースである。その他の特筆すべきダービーにはコーク対ケリー、メイヨー対ゴールウェイ、ケリー対ダブリンがある。

### ハーリング
ハーリングは数千年の歴史を持つアイルランド発祥のスポーツであり、ゲーリック体育協会によって組織される。観客動員数の観点では、ハーリングはゲーリックフットボールに次いで第2位である。ハーリングは世界最速のフィールドスポーツである。
ハーリングはシンティやフィールドホッケーと類似点がある。しかしながら、ボール（ スリーター）は地面ではほとんどプレーされない。ハーリングは広い芝生のピッチ上でプレーされる。
ハーリングの組織の多くの面はフットボールと似ている。どちらのスポーツもGAAによって組織されるためである。アマチュアリズムとクラブ/県/地方構造は同様である。ゲーリックフットボールはトップレベル大会の観点でより大きな足跡を残しているが、両方のスポーツがプレーされるいくつかの県では、ハーリングが優位にあり、さらに県のある地域では、ハーリングが支配的なスポーツである（例えば、キルケニー、アントリムの田舎、アーズ半島、クレア）。ハーリングはトップレベルでは観客が多く、最高峰の試合は収容人数8万2千人を越えるクローク・パークが満員となる。主要な大会は全アイルランドシニアハーリング選手権、レンスターおよびマンスター地方選手権、およびナショナル・ハーリング・リーグ（NHL）である。
ハーリングとカモギーはどちらもUNESCOの無形文化遺産に含まれている。

### カモギー

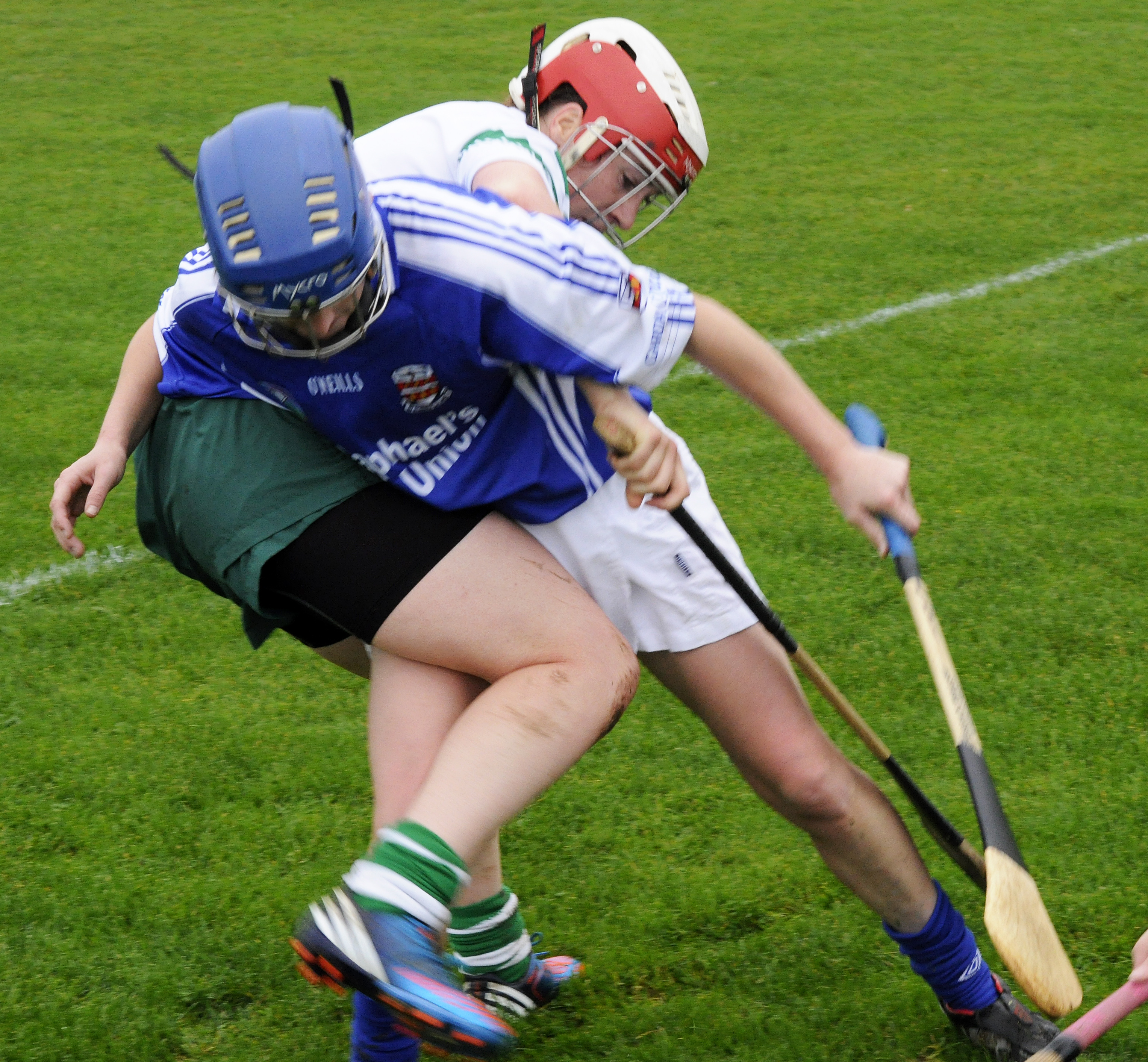
ガルダ対国防軍のカモギーの試合（2012年）。

カモギーはハーリングに似た競技である。重要な違いはカモギーが女性だけによってプレーされる点である。その他のハーリングとの違いとしては、より小さなスリーターを使用すること、ゴールへのハンドパスの力量、スコートを着用する必要があるドレスコードがある。カモギーの最初の試合は1904年にミース県で行われた。

### ゲーリックハンドボール
ゲーリックハンドボールあるいは単に「ハンドボール」は、アメリカンハンドボールと同様に、スカッシュやラケットボールといくらか似ているが、ボールをラケットではなく、手または拳で打ってプレーする。オリンピック競技のハンドボールとのつながりはない。アイルランドではほとんどプレーされておらず、一般的にはオリンピックハンドボールと呼ばれている。
アイルランドには主に4種類のハンドボールが存在する。40x20（スモールコート）、伝統的な60x30軟式および硬式（ビッグアレイ）、そしてワンウォールハンドボールである。ハンドボールは様々なボールを使ってプレーされる。一部の大会ではグローブとアイガードの着用義務がある。ハンドボールはGAAの補助団体であるGAAハンドボールによって管理、振興される。

### ラウンダーズ
ラウンダーズ（英: Rounders、愛: cluiche corr）はアイルランドにおいてGAAによって管理されており、野球に似た競技である。試合はイニングに分かれ、チームは交互にバッターズとフィールダーズとしてプレーする。点（「ラウンダーズ」）はバッティング側がアウトにならずに4つのベースを通ってフィールドを周回することによって入る。最も初期の全国的に定式化された競技規則は1884年にアイルランドでGAAによって考案された。

## サッカー

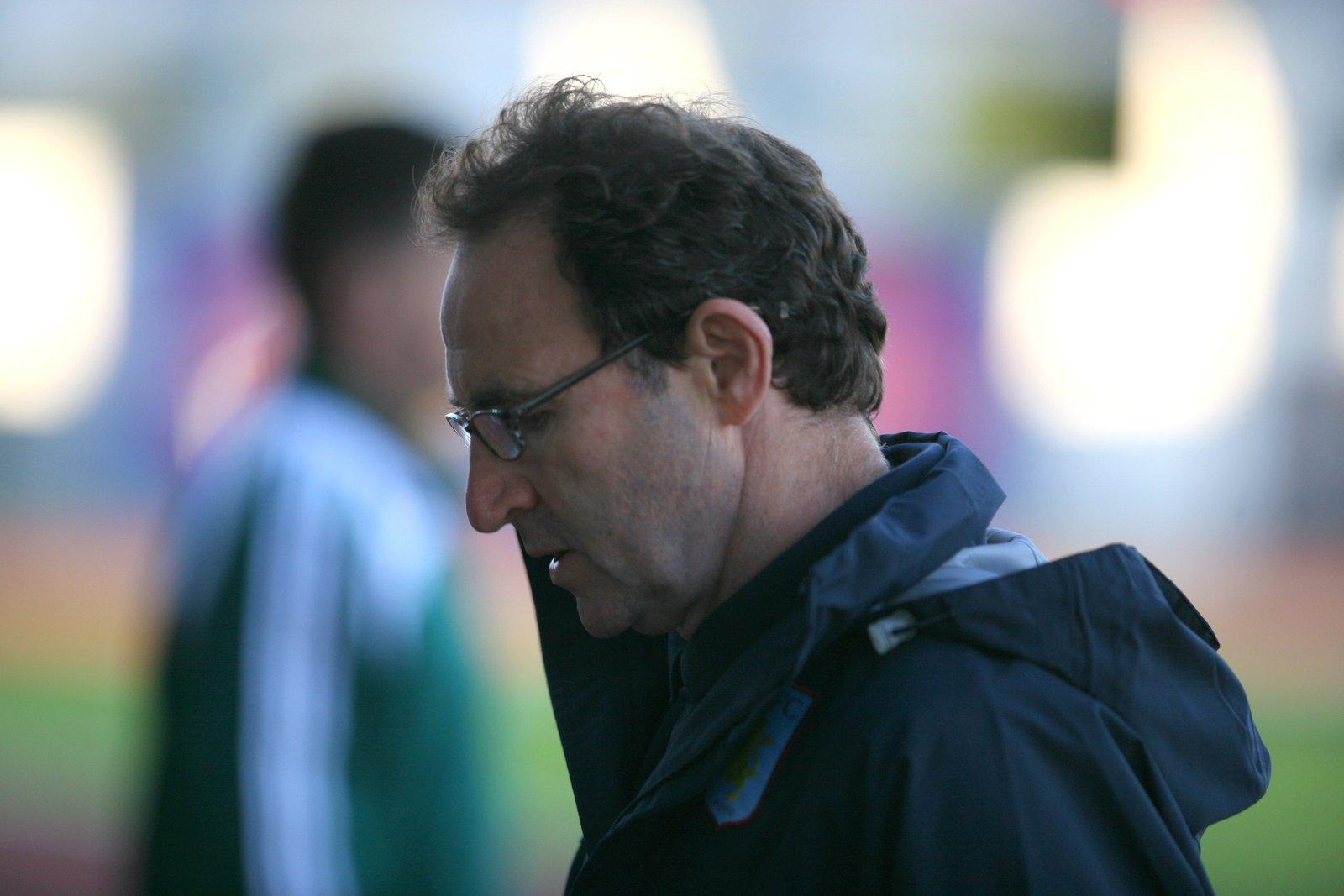
マーティン・オニールはサッカー北アイルランド代表としてプレーし、後にアイルランド代表の監督を務めた。

サッカーはアイルランド共和国および北アイルランドにおいて人気のスポーツであるが、国際試合が大観衆を集め、熱狂的に支持されるのに対して、国内リーグの試合は典型的に観客数がより少ない。アイルランド共和国における統括団体がフットボール・アソシエーション・オブ・アイルランド（FAI）、北アイルランドにおける統括団体がアイリッシュ・フットボール・アソシエーション（IFA）である。
国内リーグはリーグ・オブ・アイルランド（アイルランド共和国）とNIFLプレミアシップ（またはアイリッシュリーグ・北アイルランド）である。アイルランドにおける一流クラブには、アイルランド共和国のセント・パトリックス・アスレティック、シャムロック・ローヴァーズ、ボヘミアンズ、北アイルランドのグレントラン、リンフィールド、そしてリーグ・オブ・アイルランドでプレーしている北アイルランドのクラブであるデリー・シティがある。
海外の財政的な動機のため、ダミアン・ダフ、ジョン・オシェイ、エイダン・マクギーディ、ジョニー・エヴァンズといったアイルランドのトップ選手の大半はより大きなヨーロッパの国々のリーグ、特にイングランドおよびスコットランドでプレーする。これは、アイルランドのメディアがイングランドリーグを大量に放映していること共に、アイルランド人がマンチェスター・ユナイテッド、リヴァプール、セルティック、レンジャーズといった英国の一流クラブを支持する傾向にある理由の一つである。リーグ・オブ・アイルランドまたはアイリッシュ・リーグの選手がナショナルチームに選ばれるのはごくまれである。ケヴィン・ドイル、シェーン・ロング、ガレス・マコーリー、ロイ・キーンといった国内リーグ出身の選手が代表に選出されたこともあるが、全て海外クラブに移籍した後である。
国際舞台では、アイルランド共和国と北アイルランドの代表はどちらも3回のFIFAワールドカップ出場経験があり、アイルランド共和国代表はUEFA欧州選手権本戦にも3回の出場経験がある。また、ミルクカップ（SupeCupNI）は北アイルランドにおいて毎年開催されるユース年代の国際大会であり、世界中のクラブやナショナルチームが参加する。さらに北アイルランドは、UEFA U-19欧州選手権2005の開催国にもなった。

## ラグビーユニオン

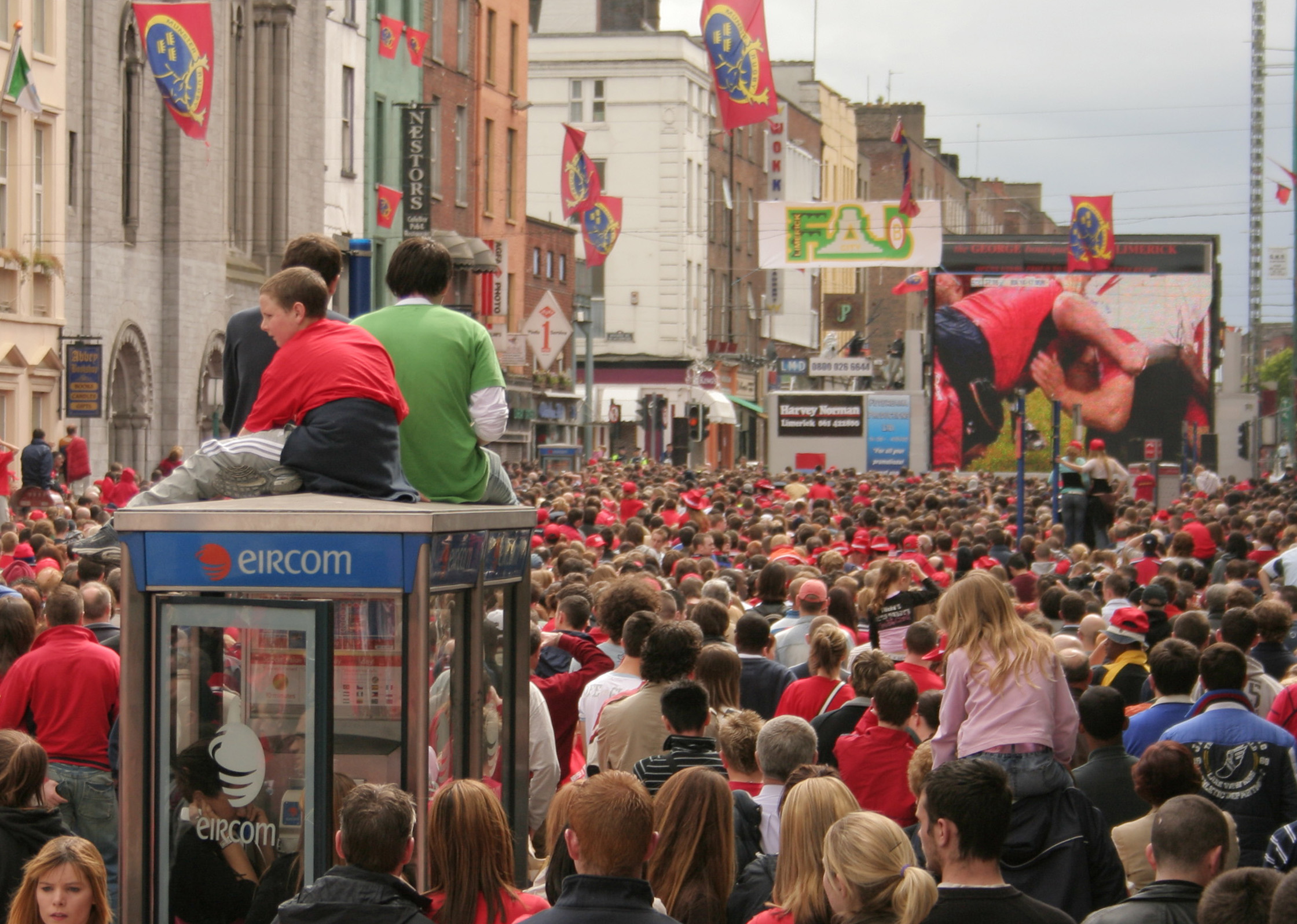
リムリックの通りで2005-06ハイネケンカップ決勝を観戦するマンスターのファン。

ラグビーユニオンはアイルランド全土でプレー、支持され、ダブリン、リムリック、コークといった都市部で特に人気がある。ラグビーユニオンは、クラブ、地方、全国レベルでプレーされる。アイルランド代表は北アイルランドとアイルランド共和国の両方の選手によって構成され、アイルランドラグビー協会がアイルランド島全土でラグビーユニオンを統括する。
国際舞台での成功と4つのプロチームの確立によってアイルランドにおけるスポーツとしてラグビーユニオンへの興味が高まってきている。ラグビーワールドカップ2019開幕前の2019年9月時点で、アイルランド代表はワールドラグビーランキングで1位であった。2018年ワールドラグビーアワードでは、ジョナサン・セクストンがワールドラグビー男子年間最優秀選手賞、ジョー・シュミットが最優秀コーチ賞、ナショナルチームがワールドラグビー年間最優秀チーム賞を授与され、「ハットトリック」を達成した。
ラグビーユニオンは初等教育、中等教育レベルでもプレーされ、伝統的なラグビー強豪校にはダブリンのセント・マイケルズ・カレッジ、ブラックロック・カレッジ、ベルヴェデーレ・カレッジ、ロックウェル・カレッジ、キャッスルノック・カレッジ、クロンゴウズ・ウッド・カレッジ、セント・メリーズ・カレッジ、テレニュア・カレッジ、リムリックのクレセント・カレッジ、キャッスルロイ・カレッジ、セント・ミュンチンズ・カレッジ、アーズコイル・リーシュ、コークのプレゼンテーション・ブラザーズ・カレッジ、クリスチャン・ブラザーズ・カレッジ、北アイルランドのキャンベル・カレッジ、王立ベルファスト学院、メソジスト・カレッジ・ベルファストがある。

## ボクシング
ボクシングはアイルランドボクシング連盟とアイルランド競技ボクシング協会によって監督される。アマチュアボクシングはアイルランドがこれまで獲得した31個のオリンピックメダルのうち2個の金メダルを含む16個を占める。アイルランドのアマチュアボクサーは世界シニア選手権、欧州シニア選手権、世界ジュニア選手権、世界ユース選手権、欧州ジュニア選手権、欧州ユース選手権を含む数多くのトップレベルの大会でもメダルを獲得してきた。
最も成功したボクサーとしては、バーナード・ダン、アンディ・リー、ジョン・ダディー、ケリー・ハリントン、ケイティー・テイラーがいる。ケイティー・テイラーは世界で最も成功した女性ボクサーの一人であり、欧州選手権を5回、世界選手権を4回制し、2012年ロンドンオリンピックで初めて採用された女子ライト級において金メダルを獲得した。

## 陸上競技
アイルランドにおける陸上競技はアスレティックス・アイルランドによって統括され、北アイルランドではアスレティックス・ノーザン・アイルランドによって統括される。陸上競技ではアイルランド人選手がオリンピックの最高峰のレベルで活躍し、数人のアイルランド人陸上競技選手がオリンピックにおいてアイルランド共和国、グレートブリテンおよび北アイルランド代表として長年活躍した。デニス・ホーガンはインランドアマチュア陸上協会（AAA）において砲丸投げで13回の優勝を果たした（現在も個人での最多タイトル数記録を保持している）。ホーガンはその後アメリカ合衆国へ移住し、数多くのアメリカのタイトルを手にした。ホーガンは数度にわたり世界記録を更新し、1908年のオリンピックでは銀メダルを獲得した。パトリック・オキャラハンは1928年と1921年のオリンピックにおいてハンマー投げで金メダルを獲得した。ボブ・ティスダルは1932年のオリンピックにおいて400メートル障害競走でアイルランドで金メダルをもたらした。20世紀末と21世紀初頭における著名な陸上競技選手には、ロン・ディレイニー、メアリー・ピーターズ、ジョン・トレーシー、エイモン・コフラン、ソニア・オサリバン、ロバート・ヘファーナンがいる。
ダブリンマラソンとベルファストマラソンは毎年開催され、アイルランドで最も人気の陸上大会である。ダブリン女子ミニマラソンには毎年4万人を越える人が参加する。

## 馬術
様々な馬術スポーツにはアイルランドにおいてかなりの支持者がいる。統括団体はホース・スポーツ・アイルランド（以前はアイルランド馬術連盟）である。15の加盟団体からなり、馬術の全ての面を代表する。これらのスポーツには障害飛越競技、総合馬術、馬場馬術、エンデュランス馬術競技、パラ馬術競技、ポロ、馬車競技がある。
アイルランドの競馬の全体の運営はホース・レーシング・アイルランドによって行われる。ホース・レーシング・アイルランドはアイルランド共和国（24の競馬場を持つ）と北アイルランド（2つの競馬場を持つ）の両方における競馬に対して責任を持つ。アイルランドのトップ競馬場はカラ競馬場とフェアリーハウス競馬場である。繁殖産業（世界最大のサラブレッド繁殖事業クールモアスタッドを含む）は多くのトップ競走馬を生産してきた。

## ゴルフ

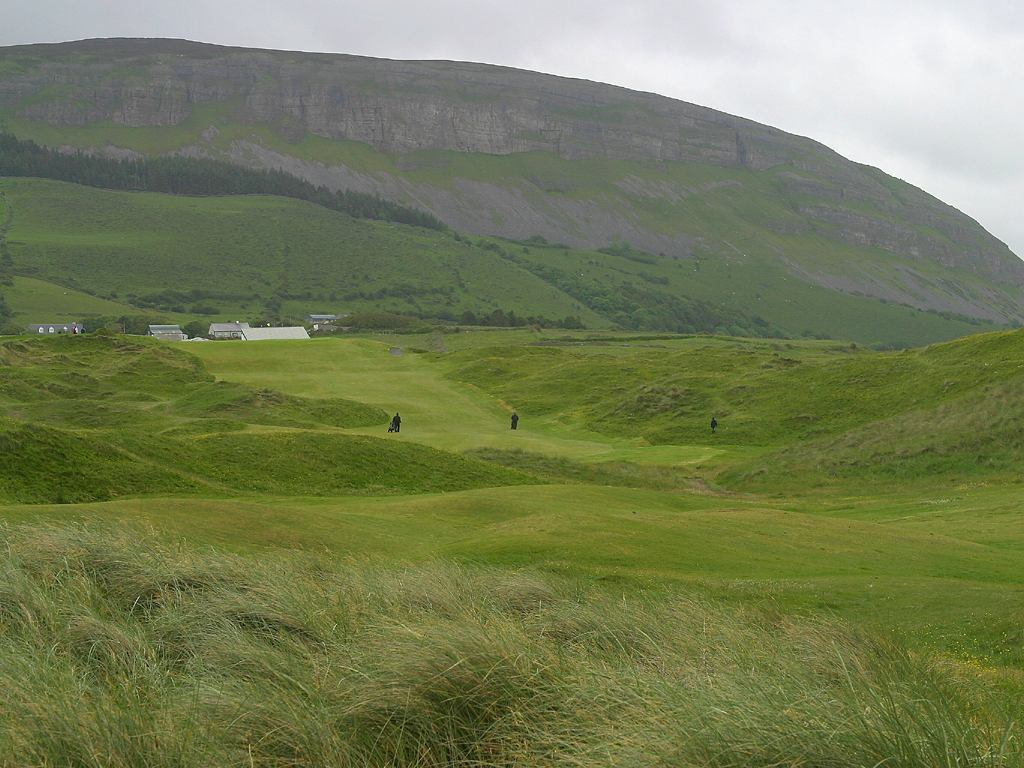
スライゴ県にあるストランドヒル・ゴルフコース。アイルランドにある多くの沿岸のゴルフコースの一つ。

アイルランド島には400を越えるゴルフコースが存在し、アイルランド共和国には300以上のコースがある。アイルランドは国家規模でゴルフを組織あした最初の国だった。
ゴルフはアイルランドにおいて、国内大会と国際大会の両方が定期的にテレビ中継される。アイルランドで最も有名なゴルフコースには、王立ダウン県ゴルフクラブ、王立ポートラッシュゴルフクラブ、ポートマーノック、バリーバニオンがある。アイルランドで最も権威ある大会がアイリッシュ・オープンであり、4つの地方のコースで開催される。また、キルデア県にあるKクラブは1995年から2007年までヨーロピアン・オープンを開催した。
アイルランドは20世紀末と21世紀初頭に数人のトップゴルファーを輩出した。パドレイグ・ハリントン、ポール・マッギンリー、ダレン・クラーク、シェーン・ローリーのような選手が国際的に大きな成功を収めた。例えば、ハリントンとマッギンリーは1997年にゴルフのワールドカップで優勝し、クラークと共に2006年のライダーカップにおいて欧州チームの一員として勝利に貢献した。ハリントンは2006年ヨーロピアンツアー、2007年と2008年の全英オープン、2008年全米プロゴルフ選手権で優勝した。クラークとローリーはそれぞれ2011年と2019年の全英オープンで優勝した。
その他2人の北アイルランド出身のゴルファーも21世紀に国際的な成功を収めてきた。ローリー・マキロイは2011年全米オープンを含むいつかの主要大会で優勝した。マキロイはワールドゴルフランキングで95週にわたり1位だった。グレーム・マクドウェルは2010年全米オープンで優勝し、アイルランド初の全米オープン優勝者となった。また、ヨーロッパ人が全米オープンに優勝したのは1970年のトニー・ジャクリン（イングランド）以来だった。

## クリケット

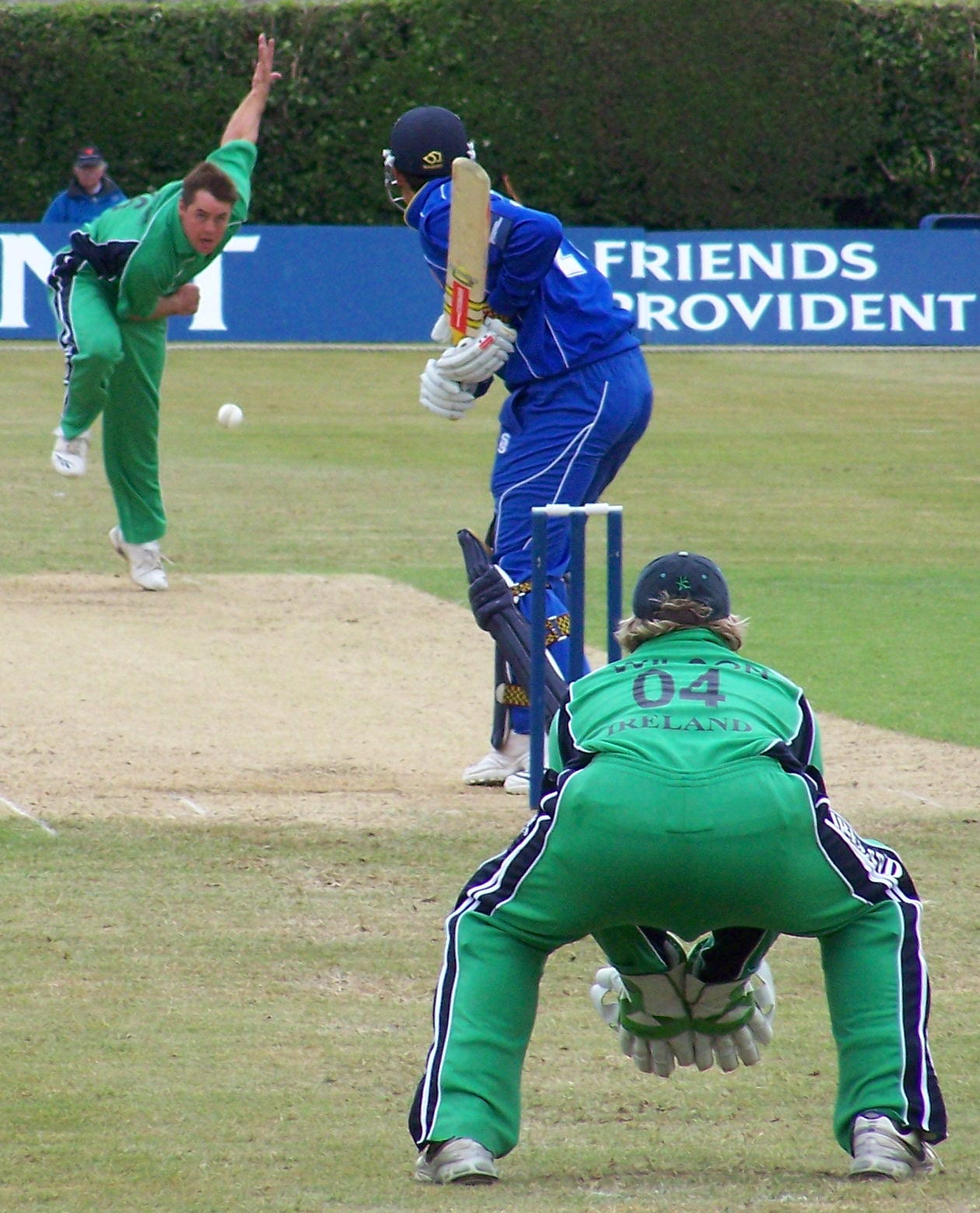
キャッスル・アベニューでエセックスと対戦するアイルランド

アイルランドにおいてクリケットは少数派のスポーツである。アイルランドでは19世紀初頭からプレーされており、クリケットスコットランド代表との試合は1909年から毎年行われている。
クリケットは全アイルランド的に組織され、アイルランドクリケット連合によって監督される（1923年に現在の形で創設）。アイルランドは1980年代初頭以来いくつかのイングランドの国内大会に参加してきたが、1993年に国際クリケット評議会の準会員となったことで国際大会参加への道が開けた。アイルランドは1999 クリケット・ワールドカップを共催した。
クリケットアイルランド代表は2007 クリケット・ワールドカップの出場権を得たICC準会員である。ワールドカップではパキスタンを破って予選プールを2位で終え、スーパー8ステージに進出した。2009 ICCワールド・トゥエンティ20にも出場し、2009年のワールドカップ予選で優勝して2011 クリケット・ワールドカップの出場権を手にした。ケヴィン・オブライエンはワールドカップの歴史上最速のセンチュリー（打席の記録は63球で113ラン）を記録し、アイルランドは3ウィケットを残してイングランドに勝利するという最大の番狂わせを演じた。2017年、アイルランドにおける国内クリケットは初めてファーストクラス・クリケットとして認定され、2017年にテスト認定を受けた。
テスト認定を受ける前は、数多くのアイルランド人クリケット選手がテスト・クリケットをプレーするためにイングランドへ渡った。例えばダブリン出身のオーエン・モーガンは2019 クリケット・ワールドカップでクリケットイングランド代表のキャプテンを務めた。

## フィールドホッケー
フィールドホッケー（アイルランドでは単に「ホッケー」と呼ばれる）はアイルランドの至るところで、特に中等教育学校でプレーされている。アイルランドにおける統括団体はアイルランドホッケー協会である。フィールドホッケーアイルランド女子代表は2018年の女子ホッケーワールドカップの決勝に進んだ。2018年時点で、フィールドホッケーアイルランド男子代表はFIH世界ランキングで10位だった。

## その他のスポーツ

### オーストラリアンフットボール

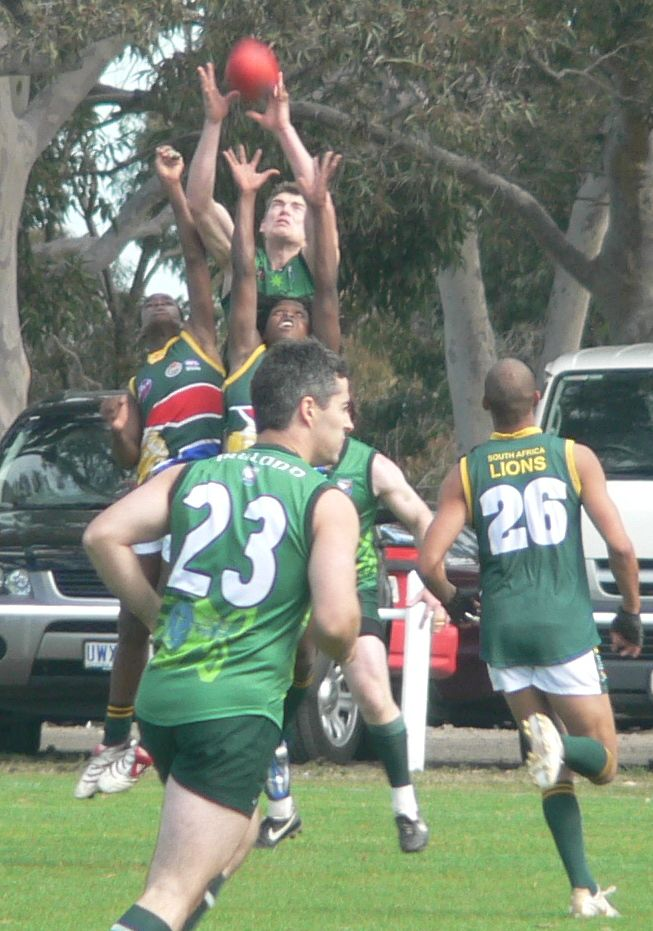
2008 AFLインターナショナルカップでのアイルランドと南アフリカ

アイルランドではオーストラリアンフットボールのファンが増加してきている。これは主に、オーストラリアとアイルランドの間で毎年開催されるインターナショナル・ルールズ・シリーズによるものである。2000年10月、オーストラリアン・ルールズ・フットボール・リーグ・オブ・アイルランドが創設され、アイルランド代表チームが2005 オーストラリアンフットボール・インターナショナルカップに参加した。オーストラリアンフットボールアイルランド代表（グリーン・マシーン）は2002年に初代の国際チャンピオンとなった。ベルファストとダブリンは2011 AFLユーロカップの開催地となった。

### チェス
1912年に結成されたアイルランドチェス連合（ICU）はアイルランドにおけるチェスの統括団体であり、国際チェス連盟（FIDE）と欧州チェス連合の会員である。ICUはアイルランドにおけるチェスを振興し、アイルランドにおけるチェスプレーヤーのレーティング（年3回発表）を管理する。ICUはアイルランドチェス選手権といった大会を運営し、国際大会に参加するアイルランド代表を選抜する。

### クロッケー
クロッケーは1830年代にアイルランドで初めてプレーされた。統括団体はアイルランドクロッケー協会である。ほとんどの国際試合と大規模な大会はダブリン近郊のCarrickmines Lawn Tennis and Croquet Clubでプレーされる。

### 自転車競技
国の至るところに多くの地域サイクリングクラブが存在し、定期的に大会が組織される。最大のノンプロの大会が「Rás」（アイルランド語でレース）である。主な統括団体はサイクリング・アイルランドであり、アイルランド島全土の自転車競技の責任を負う。アイルランドの最も有名な自転車選手には、1987年のツール・ド・フランスとジロ・デ・イタリアで優勝したステファン・ロシュ、1988年のブエルタ・ア・エスパーニャで優勝、ツール・ド・フランスで4度のマイヨ・ヴェール獲得、パリ～ニースで7連覇を果したショーン・ケリーがいる。マウンテンバイキングは、ウィックロー、ダブリン、ゴールウェイ、ティペラリーにある数多くの専用トレイルセンターによって支えられている。競技マウンテンバイク選手には、全国クロスカントリーシリーズ、全国ダウンヒルシリーズ、全国エンデューロシリーズがある。BMX大会はミース県のRatoathBMXトラックとダブリン県チェリー・オーチャードにある屋内BMXトラックで行われる。

### ダーツ
アイルランド全国ダーツ機構（INDO）はアイルランドダーツの統括団体であり、世界ダーツ連盟とイギリスダーツ機構によって認められている。アイルランド最大のダーツ大会はPDCワールドツーであり、4月にダブリンで開催される。

### エクストリームスポーツ
アイルランドで行われるエクストリームスポーツには、スケートボーディング、インラインスケーティング、サーフィン、BMX、マウンテンバイキング、マウンテンボーディング、カイトサーフィン、ウェイクボードがある。これらのスポーツのいくつかはアイルランドサーフィン協会といった全国的な統括団体や、マウンテンバイキングの全国シリーズといった全国大会を持つ。2005年以降、（スケートボーディング、ローラーブレーディング、その他のスポーツ用の）スケートパークが、グレイストーンズ、ブッシー・パーク（ダブリン）、ルーカン（ダブリン）を含むいくつかの場所に作られた。組立式パークをアイルランドのその他の地域で見ることができる。

### グレイハウンドレース

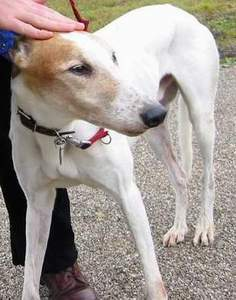
レース用グレイハウンド

グレイハウンドレースはアイルランドでは1927年に始まった; その年の4月18日にベルファストにあるセルティック・パークで、4週間後にはダブリンで開場したシェルボーン・パークでグレイハウンドレースがあった。ウサギ狩りはアイルランドで既によく確立されたスポーツで、グレイハウンド（猟犬）は当初からアイルランドにおいてレースのために繁殖された。1929年と1930年のイングリッシュ・ダービーで優勝したミック・ザ・ミラー号はアイルランドのグライハウンドであり、アイルランドはグレイハウンドの輸出を続けている。
アイルランドには20の免許を受けたグレイハウンドスタジアムが存在する。アイルランド共和国には17箇所存在し、ボード・ナ・ゴン（アイルランドグレイハウンド評議会）が許可機構である。これは外郭団体であり、1953年にアイルランド政府によって設置された。北アイルランドにある3つのスタジアムはアイルランド狩猟クラブによって許可を受けている。このクラブはアイルランド島全域のウサギ狩りも組織する。

### 体操
体操は1999年に結成されたアイリッシュ・ジムナスティックスによって統括される。この組織はアイルランドアマチュア体操協会とアイルランドスポーツアクロバティクス連盟の合併によって成立した。アイルランド（北アイルランドを含む）には83の登録された体操クラブが存在する。体操は4つのオリンピック種目、女子体操競技、男子体操競技 、トランポリン、新体操と4つの非オリンピック種目、アクロバット体操、タンブリング、一般体操、スポーツエアロビクスを含む。

### 剣道
アイルランドではまだ少数派スポーツだが、ダブリン、コーク、ゴールウェイ、キャバンを拠点とする数多くの剣道クラブが存在する。アイルランド剣道連盟が統括団体である。アイルランド剣道代表チームは欧州剣道選手権と世界剣道選手権、その他の国際大会に参加する。アイルランドにおける主な剣道大会は毎年6月に開催されるアイルランド全国選手権である。
北アイルランドにおける剣道はイギリス剣道協会（BKA）によって統括される。

### 武道・格闘技
スポーツ・アイルランド（元アイルランドスポーツ評議会）によって認可されたアイルランドにおける武道・格闘技の全国的な統括団体はアイルランド・マーシャルアーツ委員会である。アイルランド・マーシャルアーツ委員会は合気道、柔術、空手、剣道、キックボクシング、功夫、テコンドー、忍術、サンボ、太極拳を代表する。アイルランド・マーシャルアーツ委員会の執行委員会はそれぞれの種目の会員内で選出された2人の代表から成る。
テコンドーと空手は国全体の様々なクラブで行われている。全アイルランドテコンドー協会はテコンドーの振興と大会の組織が業務である。キックボクシング・アイルランド（以前はアイルランド・オールスタイル・キックボクシング協会と呼ばれた）はアイルランドにおけるキックボクシングを統合し構造化するために1985年に設立された。キックボクシング・アイルランドはアイルランド・マーシャルアーツ委員会の後援の下で1993年にキックボクシングの全国統括団体としてアイルランドスポーツ評議会によって認可された。

### モータースポーツ
モータースポーツもアイルランドにおいて存在感があり、モータースポーツ・アイルランドが統括団体である。ラリーは人気のモータースポーツの一つであり、様々な国際ラリーが国中で開催されている（ドニゴール国際ラリー、ウェスト・コーク・ラリー、その他全国およびクラブレベルの大会）。週末のラリーには数千人の人々が様々なタウンやシティに観戦に訪れる。アイルランドは2007年と2009年に世界ラリー選手権のラウンドの開催地となった。ステージはアイルランド共和国と国境を越えて北アイルランドでも開催された。
サーキットレーシングも存在感があり、アイルランドは国際レース場を1つだけ有している。キルデア県にあるこのモンデロ・パークは以前いくつかの国際大会のラウンドを開催し、今でも全国大会が開催されている。アイルランドは、デレック・デイリー、ピーター・デンプシー、トミー・バーン、エディ・ジョーダン、デビット・ケネディといった国際大会の表彰台の上った多くのドライバーを輩出してきた。カートレーシングやストックカーレーシングもアイルランドで人気のサーキットレーシングである。
アイルランドにおけるモーターサイクルレーシングはモーターサイクリング・アイルランドによって統括される。この組織は1902年に設立された世界で最も古いモータータサイクルスポーツ連いである。

### オリンピックハンドボール
オリンピックハンドボールはアイルランドにおいて少数派のスポーツであり、アイルランドオリンピックハンドボール協会が全国統括団体である。2011年、アイルランドはオリンピックハンドボールの欧州チャレンジトロフィー（ハンドボール発展途上国のための大会）の開催地となった。

### オリエンテーリング
アイルランドにおけるオリエンテーリングはアイルランドオリエンテーリング協会によって管理される。2年毎に、アイルランド最大のオリエンテーリングイベントであるShamrock o-Ringenがコークまたはケリーで開催される。アイルランドのオリエンテーリング競技参加者は全てのレベルで競い、世界オリエンテーリング選手権の決勝に進むこともある。

### ピッチ&パット
ピッチ&パットは1930年代にコークで生まれたスポーツであり、1940年代にアイルランド全土に広がった。1960年以降はアイルランドピッチ&パット連合によって監督される。連合は欧州ピッチ&パット協会と国際ピッチ&パット協会連盟の会員である。ピッチ&パットアイルランド代表は2008 ピッチ&パットワールドカップで優勝した。

### ラケットスポーツ
テニス、バドミントン、ラケットボール、スカッシュはアイルランドでよく見られる。テニスでは、テニス・アイルランドが統括団体であり、アイルランド全土の約200クラブ間のいくつかの大会を運営する。アイルランドテニスは国際的にデニスカップ（男子）とフェドカップ（女子）の舞台で競っている。アイルランドにおけるバドミントンはアイルランドバドミントン連合によって運営される。

### ロードボウリング
アイリッシュ・ロードボウリングは古代スポーツである。アイルランド（特にコークとアーマー）が中心であるが、アメリカ合衆国とイギリスでもプレーされている。類似したスポーツがオランダ、ドイツ、イタリアでプレーされており、1960年代以降これらの国々から参加者が集る国際大会が開かれている。

### ボート競技
ボート競技はオリンピックスポーツであり、ローイング・アイルランドによって管理される。冬季にはヘッド・オブ・ザ・リバー・レース（時間差でタイムを競うプロレース）、夏季にはレガッタ（並んで競争するレース）が行われる。アイルランド選手権はコークにある国立ローイングセンターで開催される。

### ラグビーリーグ
アイルランドにおけるラグビーリーグはラグビーリーグ・アイルランドによって統括され、この団体はアイルランド・エリート・リーグを運営する。本リーグはアイルランドにおけるトップレベルのラグビーリーグ競技会である。アルスター、マンスター、レンスターに約20チームが存在する。ラグビーリーグアイルランド代表はラグビーリーグ欧州選手権とラグビーリーグ・ワールドカップに参加する。アイルランド代表は主にグレートブリテンに拠点を置く選手から成る。アイルランドはラグビーリーグ・ワールドカップ2000とラグビーリーグ・ワールドカップ2008の準々決勝に進んだ。

### セーリング
アイルランドにおけるセーリングはダン・レアリーにあるアイルランドセーリング協会によって統括、管理される。イベントは沿岸や貯水池、湖の様々なクラブによって組織される。最初のセーリングクラブはコーク・ウォーター・クラブ（現在のロイヤル・コーク・ヨット・クラブ）であり、1720年に創設された。

### スヌーカーとプール
スヌーカーとプール（プールビリヤード）はアイルランドである程度の興味を持たれており、ほとんどの主要国際大会がマスコミ報道される。アイルランド共和国と北アイルランドはケン・ドハティ、アレックス・ヒギンズ、デニス・テイラーなど世界で最も成功した複数のスニーカー選手を輩出してきた。

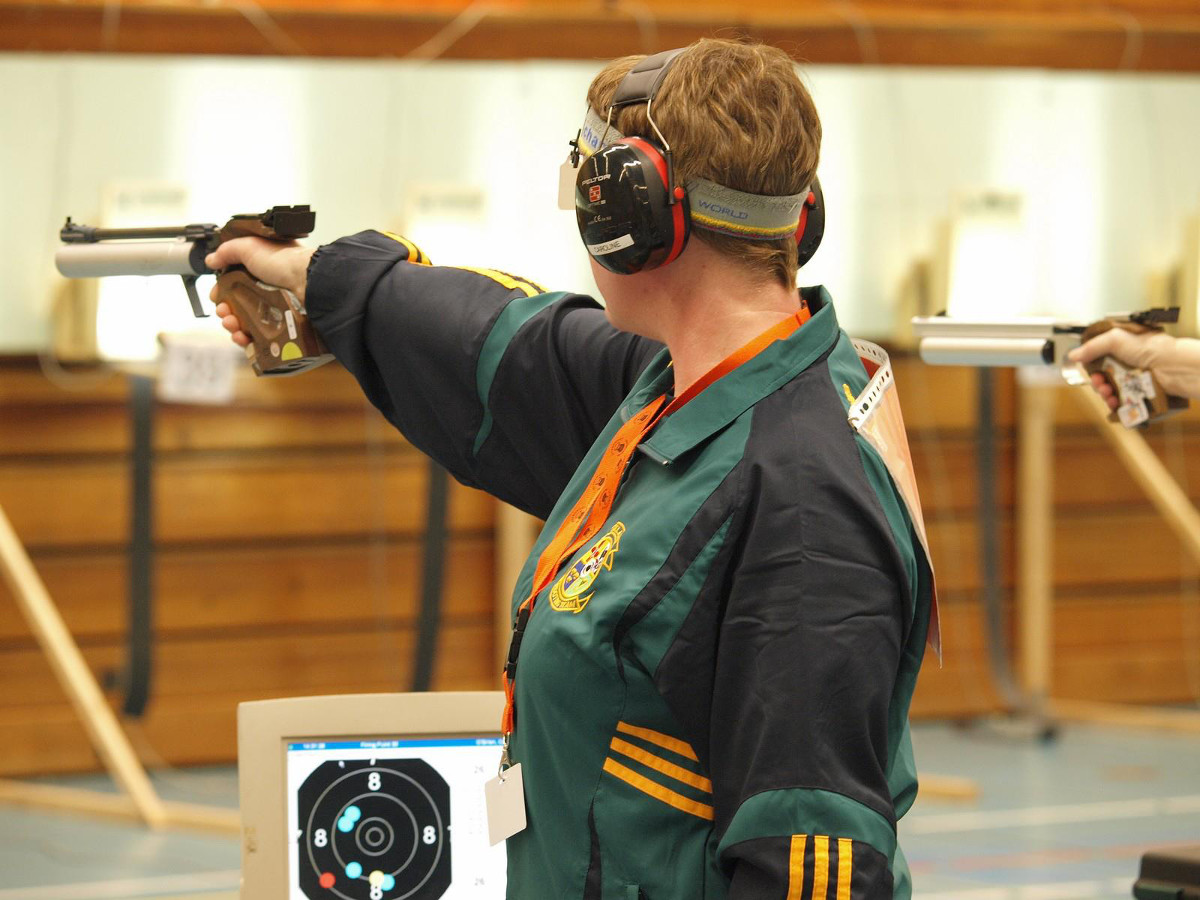
Inteshoot 2012の10メートル女子エアピストルで競うアイルランドチームのメンバー

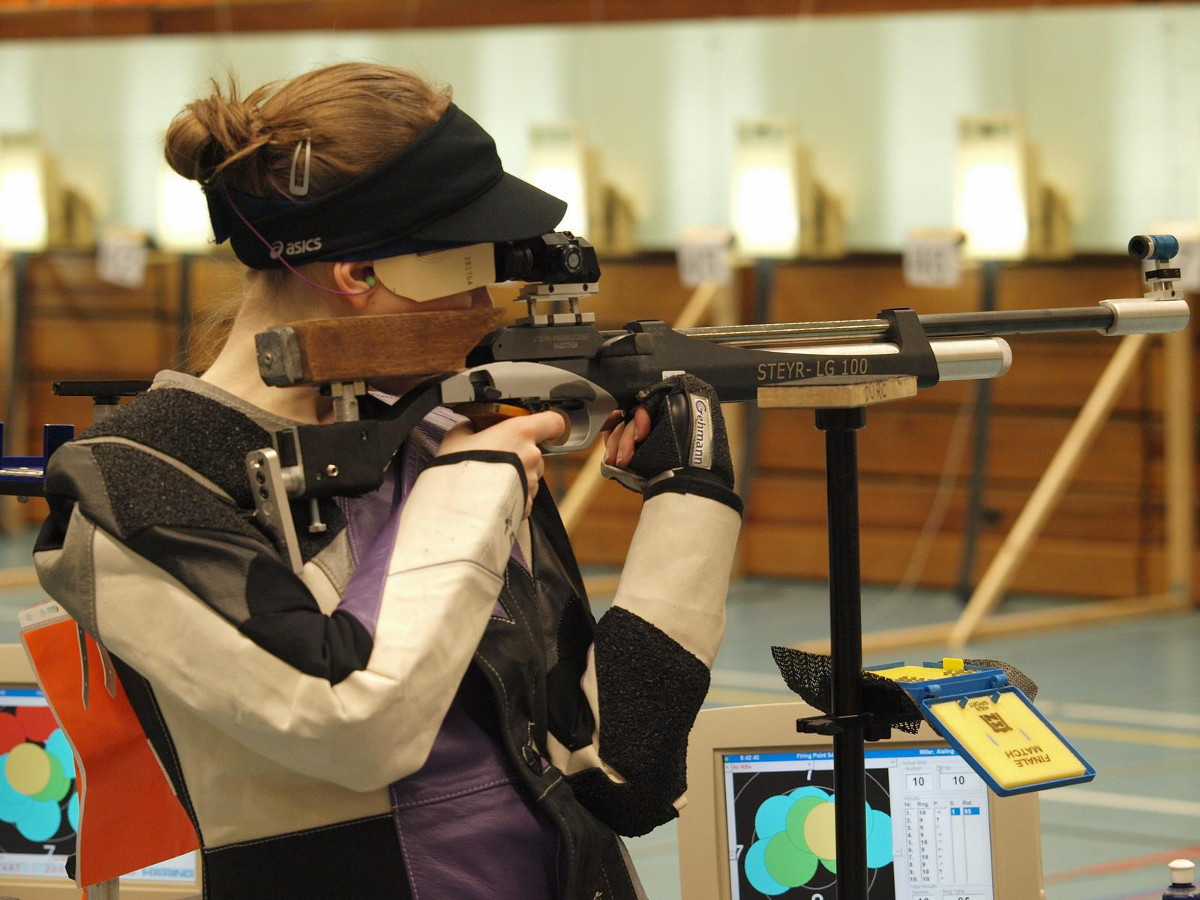
Inteshoot 2012の10メートル女子エアライフルで競うアイルランドチームのメンバー

### 標的射撃
アイルランドにおける標的射撃は数多くの種目から成る。これらには、オリンピックのライフルおよびピストル競技（NTSAによって管理される ）、メタリック・シルエット射撃（NSAIによって管理される ）、プレシジョンピストル、ベンチレストライフル、ギャラリーライフル、スポーツライフル競技（NASRPCによって管理される）、テトラスロン（ポニークラブによって管理される）、近代五種競技（アイルランド近代五種協会によって管理される）、オリンピックおよびノンオリンピッククレー射撃（ICPSAによって管理される）、様々な長距離ライフう射撃競技（NRAIによって管理される）が含まれる。
アイルランドは近代オリンピックを含む国際射撃競技会に代表を出している。オリンピックのクレー射撃競技・アイルランド代表は2002年のオリンピックトラップにおける世界選手権チームイベントで優勝し、アイルランドの射撃選手Philip MurphyはISSF世界ショットガン選手権2007で銀メダルを獲得した。Murphyは2度の世界選手権と2度のワールドカップでも10位以内に入った。チームメイトのDerek Burnettは欧州選手権2010で銅メダル、ワールドカップ2007で銀メダルを獲得し、世界選手権2002で5位、2004年のアテネオリンピックで9位、3度の世界選手権でトップ10入り、2度のワールドカップ決勝戦、13回ワールドカップと2度の欧州選手権出場といった記録を持ち、世界のトラップシュータートップ20に入った。別のチームメイトDavid Maloneはワールドカップ2004で金メダルを獲得し、2度の世界選手権でトップ10入り、1度のワールドカップ決勝戦、4度のワールドカップと1度の欧州選手権出場の記録を持つ。このチームは、チーム戦と個人戦の両方で数個のワールドカップメダルも獲得した。クレー射撃の

### トライアスロンとアドベンチャーレース
トライアスロンやデュアスロン、五種競技、十種競技は、アイルランドで関心を得てきている。アイルランドでは毎年200のトライアスロン大会が開かれている。トライアスロンの全国組織はトライアスロン・アイルランドであり、国中の様々なクラブの大会を組織する。
アイルランド近代五種競技協会は2004年に設置された。五種競技と十種競技はトラック・アンド・フィールドイベントであり、陸上協会によって組織されるが、トライアスロンとデュアスロンは複数のスポーツ協会によって組織される。
アドベンチャーレースもアイルランドで行われる。アイルランドにおけるアドベンチャーレースの大多数は、ラン、サイクル、カヤックステージからなるマルチスポーツと呼ばれるものに分類される。

### 綱引き
綱引きはアイルランドで長い間行われており、1967年にアイルランド綱引き協会が結成されたことでアイルランドにおけるクラブ間の大会に火が着いた。また、国際綱引き連盟（TWIF）世界選手権といった国際大会でアイルランドが競えるようになった。

### 水中スポーツ
アイルランドは、ヨーロッパの西端、大陸棚上にある島であるため、スクーバダイビングやスノーケリングといったレジャーダイビング活動によく適している。アイルランドにおけるダイビングシーズンは一般的に3月頃始まり、10月頃終わる。
レジャーダイビングはアイルランドでは1950年代初頭に始まり、ブリティッシュ・サブ・アクア・クラブのベルファスト支部が設立された。1960年代初頭、アイルランド共和国におけるダイビングクラブがコールラ・フォー＝ヒーン（CFT、アイルランド水中評議会）を結成した。この任意団体はその会員のためにダイビングの全ての面を管理する。アイルランド政府に認められた全国統括団体であり、世界水中連盟においてアイルランド共和国を代表する。1975年に結成された北アイルランドサブアクアクラブ連盟は北アイルランドにおける統括団体である。
2013年10月時点で、水中ホッケーが実施されている唯一の水中スポーツである。この活動は、ダブリンとコークで地方大会が開催されているアイルランド共和国に限定されている。アイルランド代表は欧州選手権に出場した。

### ウォータースポーツ
アイルランドで実践されているウォータースポーツには、カヌーイング、水泳、サーフィン、潜水、水球、セーリング、カヤッキングがある。多くの人々がこれらのスポーツに参加しているのに対して、競技的に行われているものはほとんどない。水泳のオリンピックメダリストはミシェル・スミス唯一人であり、彼女のメダルはドーピング疑惑によって汚された。国立アクアティックセンターは2003年にアイルランドで開き、2003年12月に欧州短水路水泳選手権を開催した。アイルランドでこういった大会を開催したのは初めてだった。この大会で、アイルランドは欧州短水路水泳選手権で史上初めてのメダルを獲得した（200メートルバタフライでアンドルー・ブリーが銀メダルを獲得）。国立アクアティックセンターは世界パラ水泳欧州選手権2018も開催した。スイム・アイルランドがアイルランドにおける水泳の全国統括団体である。

### ウィンタースポーツ
アイルランドスキークラブはアイルランドの国立スノースポーツセンターであり、ダブリン、キルターナン村の4つの屋外ドライスロープからなる。アイルランド代表チームは1992年アルベールビルオリンピック以降冬季オリンピックに参加している。

## 北米スポーツ

### 野球
野球はアイルランドにおいて新興のスポーツである。野球はダブリン、グレイストーンズ、ベルファスト、コーク、クレア、ケリーにおいて組織化されたレベルでプレーされている。野球アイルランド代表はドイツで開催された欧州選手権2004で銅メダルを獲得し、ベルギーで開催された欧州選手権2006では銀メダルを獲得した。クラブレベルでは、野球はベースボール・アイルランドによって組織され、ベースボール・アイルランドは1997年に設立された成人リーグを運営し、ダブリン、グレイストーンズ、ベルファストにチームがある。アイルランドの野球を取り上げた2006年のドキュメンタリー『ジ・エメラルド・ダイアモンド』は野球映画賞で批評家賞を受賞した。

### バスケットボール
バスケットボールはバスケットボール・アイルランドによって監督される。この統括団体はSuperLeagueといった男子バスケットボールの大会を組織する。アイルランドにおける主なバスケットボールアリーナはダブリンにあるESBバスケットボールアリーナである。バスケットボールに対するメディアの注目は小さく、毎年数試合がテレビ放送される。バスケットボールは主に学校、大学、クラブの支えによって推進される。パット・バークがNBAでプレーした唯一のアイルランド生まれの選手であり、オーランド・マジックとフェニックス・サンズでプレーした。

### アイスホッケー
アイスホッケーはアイルランドで一定の人気を得ており、1つのプロチーム・ベルファスト・ジャイアンツがイギリスのプロリーグ・エリート・アイス・ホッケー・リーグに参加している。アイリッシュ・アイスホッケー・リーグは、アイルランド共和国と北アイルランド両方からの多くのアマチュアチームから構成される。

### ソフトボール
アイルランドにおけるソフトボールは1982年にまで遡ることができる、1984年に初の組織化された大会であるダブリンソフトボールリーグが開催された。アイルランドソフトボール協会はアイルランドにおける統括団体であり、男女混合のスローピッチソフトボールと女子向けのファストピッチソフトボールの両方の大会、リーグ、振興、国際大会の運営に責任を持つ。男女混合代表は1998年からヨーロッパレベルで競っており、2002年と2004年には銀メダルを獲得した。

### バレーボール
バレーボールは、男子、女子、学生、ビーチバレーの参加者がいる。バレーボールはアイルランドバレーボール協会によって統括される。北アイルランドにおける統括団体は北アイルランドバレーボール協会である。男子、女子、およびジュニアの代表は欧州小国選手権を含む国際大会に参加している。北アイルランド男子代表は世界選手権のファーストラウンドに参加した。クラブバレーボールは南北両方のいくつかの地域でプレーされている。男子および女子クラブチームの全国リーグが存在する。女子リーグはディビジョン2、ディビジョン1、プレミアの3つのディビジョンからなる。男子はディビジョン1とプレミアの2つのディビジョンのみである。ビーチバレー大会も下記に開催される。アイルランドバレーボール協会（VAI）は学生の大会も運営している。ラウンドネット大会も学年度を通して国中で開催されている。

## 大会とイベント

### 全国
様々なGAA種目の決勝大会が、観客数とマスコミ報道の両方の観点から、アイルランドで定期的に開催される最大のスポーツイベントである。アイルランド最大の全国的スポーツイベントは、毎年9月にクローク・パークで開催される全アイルランドシニアフットボール選手権の決勝である。クローク・パークには8万2500人の慣習が詰め掛ける。この選手権の試合の多くは5万人を越える観衆を集める。
GAAを除くと、アイルランドで定期的に開催される最大の総合競技大会はコミュニティー・ゲームズである。これは毎年地方大会から組織され、上半期に何十万人もの若者が陸上、水泳、サイクリングといった様々な種目で競う。優勝者は州大会に進み、さらにコミュニティー・ゲームズ決勝大会へと進む。決勝大会は夏に2週間かけて開催され、3千人を越える子供がキャンパス様式の施設に寝泊まりする。

### 国際大会
アイルランドは近年、ラグビーユニオン、競馬、障害飛越競技、スヌーカー、アマチュアボクシング、ゴルフで特に成功を収めてきた。

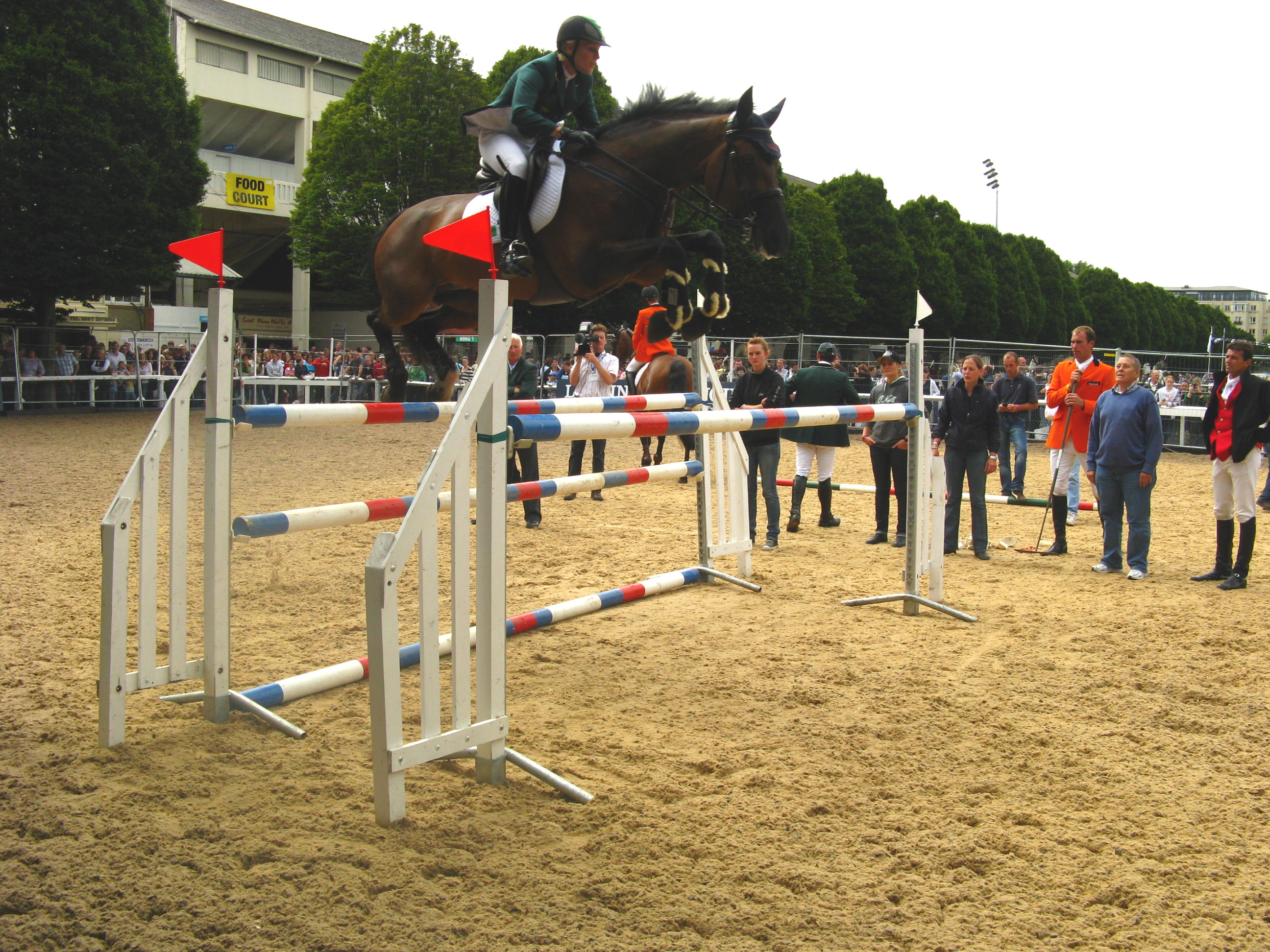
ダブリンホースショー2008における障害飛越競技。障害飛越競技世界選手権1982はダブリンで開催された。

2012年時点でアイルランドには24人のオリンピックメダリストがいる。2004年夏季オリンピックにおいて、アイルランドはそのオリンピックの歴史上で最も小さな代表団（わずか106人）を派遣した。これはアイルランドオリンピック評議会が従った厳格な派遣方針によるもので、五輪参加標準記録Aを持つアスリートとスイマーしかオリンピックの出場を許可されなかった。
アイルランドにおける最大の国際イベントの一つがサッカーの代表戦である。アイルランド共和国の代表チームは1990 FIFAワールドカップで初めて予選通過して本戦の出場権を得て、イタリア大会では準々決勝に進んだ。ラグビーユニオンでは、2019年9月時点で、アイルランドのナショナルチームは世界ランク1位であった。キース・ウッド、ブライアン・オドリスコル、ジョナサン・セクストンといった一流スター選手を輩出してきた。ゴルフでは、アイルランドはパドレイグ・ハリントンといった数人のトップゴルファーを輩出してきた。
ゲーリックフットボールやハーリングは海外に居住するアイルランド人によってプレーされ、世界中のコミュニティーにおいて参加者を増やしているが、アイルランドと対抗するのに十分な選手がいる国はない。この穴を埋めるため、GAAはオーストラリアンフットボールリーグ（オーストラリアンフットボール）と提携し、インターナショナル・ルールズ・フットボール と呼ばれるハイブリッド競技のシリーズを毎年開催している。このシリーズは1967年以来様々な形式で開催されている。また、GAAはハーリングとシンティーのハイブリッド競技でスコットランドシンティー代表と対戦している（しかし、アイルランドはハーリングの全アイルランド選手のティア1のトップチームから選手を選出していない）。
2003年、アイルランドはスペシャルオリンピックス夏季世界大会と欧州短水路選手権2003の開催地となった。2006年には、ゴルフのライダーカップを開催した。

## スタジアム
アイルランド最大のスタジアムがダブリンにあるGAAのクローク・パーク（収容観客数82,300人）である（ヨーロッパでは3番目）。20世紀末までは、ゲーリック・ゲームズとコンサートのためだけに使われた。4万人以上収容可能なその他のGAAの施設はセンプル・スタジアム（トゥアーラス）、ゲーリック・グラウンズ（リムリック）、パールク・イー・ヒーヴ（コーク）である。
アイルランド共和国におけるサッカーとラグビーの代表戦は5万2千人収容のアビバ・スタジアムでプレーされる。ランズダウン・ロードがあった場所に建設されたこの全席座席付きのスタジアムは2010年5月に開いた。リムリックにあるラグビー競技場トモンド・パークは、全席座席付きではないものの現代的な2万6千人収容のスタジアムへと改築された。
アイルランドは3つのオリンピック規格の水泳用プールを持つ。そのうち2つは一般に開放されている。スポーツ・キャンパス・アイルランドに位置する最大のプールが国立アクアティックセンターである。アイルランドはいくつかの大きな競馬場と猟犬レース場を有する。
北アイルランド、アントリム県にあったメイズ（迷路）刑務所の跡地にゲーリック・ゲームズ、ラグビー、およびサッカーの要求に応えるスタジアムを開発する計画は、ユニオニストとサッカーファンからの反対を受けて2009年に打ち切られた。
クリケットアイルランド代表はストーモント（ベルファスト）およびクロンターフ・クリケットクラブ競技場（ダブリン）でワン・デイ・インターナショナルをプレーする。ウッドヴェイル・ロード競技場でもインタコーンチネンタルカップの試合をプレーし、マラハイド・クリケットクラブ競技場（ダブリン）でテスト・クリケットをプレーした。

## マスコミ報道
- 新聞: 全ての主要な新聞がスポーツ報道、特にサッカー、ゲーリック・ゲームズ、ラグビーユニオン、乗馬のイベントの報道のに紙面を割いている。
- テレビ: 国内チャンネルのスポーツ報道の大半がゲーリックフットボール、ハーリング、およびサッカーである。RTÉ TwoとTG4がアイルランドにおけるゲーリック・ゲームズの放映権を持つ。リーグ・オブ・アイルランド（サッカー）の放映権はRTÉと他のチャンネルとの間で共有されている。ヴァージン・メディア・ワン（英語版）とRTÉ Twoは共にチャンピオンズリーグやイングランドプレミアリーグといった様々な欧州サッカー大会の放映権を持つ。衛星およびケーブルテレビ加入者はSky Sports、Eurosport、およびAttheracesといった海外のスポーツ専門チャンネルを視聴してきた。
- 雑誌: Hogan Stand（英語版）といったGAAの雑誌を除くと国内スポーツに関する雑誌は比較的少ない。

## 推薦文献
- Croke Park: Cathedral of Sport by Mícheál Ó Muircheartaigh, first printed September 2004 – ISBN 1-903464-54-4
- The Ras: Ireland's Unique Bike Race 1953–2003 by Tom Daly, first printed October 2003 – ISBN 1-903464-37-4
- Golfing in Ireland: The Most Complete Guide for Adventurous Golfers by Rob Armstrong, first printed May 2000 – ISBN 1-56554-726-8
- The Fighting Irish by Roger Anderson, first printed October 2004 – ISBN 1-84018-755-7
- Greyhound racing Michael Fortune (2002), in Brian Lalor (Ed.), The Encyclopedia of Ireland. Dublin: Gill and Macmillan. ISBN 0-7171-3000-2